# 莫里冰川
莫里冰川（英語：Maury Glacier），是南極洲的冰川，位於帕爾默地東岸，處於維奧蘭特灣西南端，寬7公里，在1940年12月由美國研究隊發現和拍攝空中照片，現時由南極條約體系管理。